# コンスタンチン・プリコフスキー
コンスタンチン・ボリソヴィチ・プリコフスキー（ロシア語: Константин Борисович Пуликовский、ラテン文字表記の例：Konstantin Borisovich Pulikovskii、1948年2月9日 - ）は、ロシア連邦の軍人、政治家。退役中将。2000年から2005年まで、極東連邦管区大統領全権代表。2005年から2007年まで、連邦環境・技術・原子力監督庁（ロステフナドゾル）長官。

## 経歴

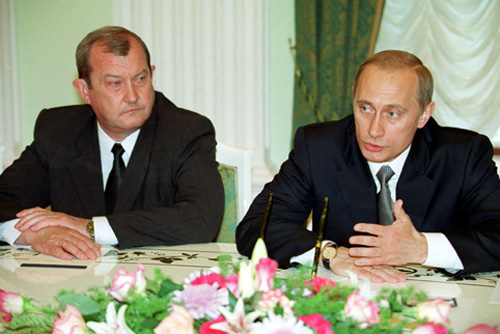
コンスタンチン・プリコフスキー（左）とウラジーミル・プーチン（2000年5月26日）

1948年、ロシア極東沿海州のウスリースクに生まれる。1970年、ウリヤノフスク高等戦車指揮学校を優秀で卒業。1982年、装甲戦車兵軍事アカデミーを優秀で卒業。1992年、参謀本部軍事アカデミーを金メダルで卒業。
1970年～1982年、白ロシア軍管区で勤務。1982年～1992年、沿バルト軍管区で戦車連隊長、師団長として勤務。1992年～1993年、トルケスタン軍管区で勤務。
1993年、北カフカーズ軍管区副司令官。1994年～1996年、第一次チェチェン紛争に従軍し、方面集団、連邦軍臨時統合集団を指揮する。1996年～1998年、北カフカーズ軍管区副司令官。ハサヴユルト協定署名後、退役。
1998年～2000年、クラスノダールの行政機関で働く。
2000年5月18日、ウラジーミル・プーチン大統領の連邦管区創設に伴い、極東連邦管区大統領全権代表に任命される。極東は、モスクワ中央から離れていることもあり、中央の威令が届かないことから、武官出身のシロヴィキのプリコフスキーが任命された。プリコフスキーは、ロシア帝国の極東総督を務めたニコライ・ムラヴィヨフ＝アムールスキーを目標に上げている。『北朝鮮との付き合い方』を小泉純一郎前首相に伝授。
2001年金正日が訪露した際、ロシア側を代表して随行したことで日本のメディアにも取り上げられた。
2005年11月、大統領全権代表を退任。同年12月、連邦環境・技術・原子力監督庁長官に任命。

## パーソナル

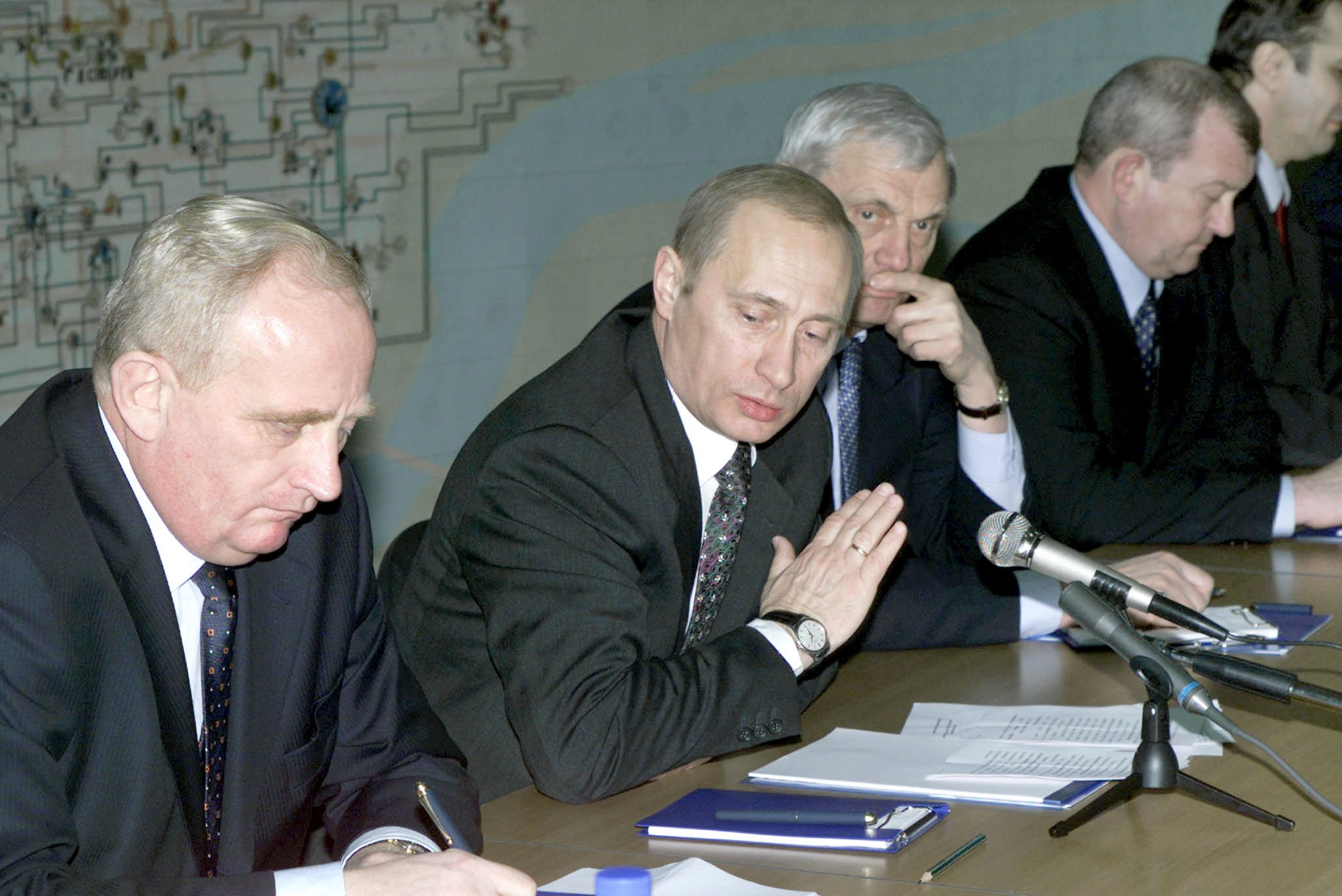
コンスタンチン・プリコフスキー（ウラジーミル・プーチンの右）

妻帯。息子のアレクセイは連邦軍将校で、1995年にチェチェンで戦死。
四等「祖国に対する貢献に対する」勲章を受章。

## 金正日の後継者について
極東連邦管区大統領全権代表在任中の2001年、金正日総書記の訪露に随行した。この時、金総書記から「自分の子供は4人いるが、上の2人（金正男と金正哲）はビジネスに熱を上げ、政治に興味を示さない。一方、下の息子と娘（金正恩と金与正）は政治に強い関心を示している。これから10年ほどかけて2人を教育し、いずれ、どちらかを後継者にするつもりだ」と聞かされたと語っている。